# Hans-Georg Herzog
Hans-Georg Herzog (10 de septiembre de 1912 - 20 de julio de 1959) fue un oficial en la Wehrmacht de la Alemania Nazi durante la II Guerra Mundial que comandó la 5.ª División Panzer. Fue condecorado con la Cruz de Caballero de la Cruz de Hierro con Hojas de Roble.
Herzog se rindió a las tropas del Ejército Rojo en el curso de la Ofensiva soviética de Prusia Oriental de 1945. Condenado en la Unión Soviética como criminal de guerra, fue retenido hasta 1955.

## Condecoraciones
- Cruz de Hierro (1939) 2ª Clase (14 de junio de 1940) & 1ª Clase (29 de abril de 1941)[1]
- Broche de la Lista de Honor (27 de septiembre de 1943)[1]
- Cruz Alemana en Oro el 30 de julio de 1942 como Oberleutnant en el 1./Schützen-Regiment 13[2]
- Cruz de Caballero de la Cruz de Hierro con Hojas de Roble
  - Cruz de Caballero el 6 de abril de 1944 como Mayor de la Reserva y comandante del II./Panzer-Grenadier-Regiment 14[3]
  - Hojas de Roble el 23 de marzo de 1945 como Oberstleutnant de la Reserva y comandante del Panzergrenadier-Regiment 14[4]